# Johannes Ott (Geistlicher)
Johannes Ott (* 25. September 1885 in Duppau, Österreichisch-ungarische Monarchie; † 28. September 1943 im Gefängnis München-Stadelheim) war ein sudetendeutscher römisch-katholischer Geistlicher und Märtyrer.

## Leben
Johannes Ott, geboren in einem heute verschwundenen Ort in Tschechien, studierte Katholische Theologie, wurde promoviert und am 28. Juli 1909 in Prag zum Priester geweiht. Er war Kaplan, dann Pfarrer und schließlich Erzdechant an der St.-Nikolaus-Kirche in Eger. Von einem nationalsozialistischen Sondergericht wurde er am 16. September 1943 wegen unbewiesener Sittlichkeitsverbrechen zum Tode verurteilt und am 28. September 1943 in München hingerichtet. Er war 58 Jahre alt.

## Gedenken
Die Römisch-katholische Kirche in Deutschland hat Johannes Ott als Märtyrer aus der Zeit des Nationalsozialismus in das deutsche Martyrologium des 20. Jahrhunderts aufgenommen.